# Tauriac-de-Naucelle
 Tauriac-de-Naucelle  (en occitano Tauriac) es una población y comuna francesa, situada en la región de Mediodía-Pirineos, departamento de Aveyron, en el distrito de Rodez y cantón de Naucelle.

## Demografía
| 613 | 570 | 523 | 452 | 365 | 354 |
| Para los censos de 1962 a 1999 la población legal corresponde a la población sin duplicidades (Fuente: INSEE [Consultar]) |     |     |     |     |     |